# Francisco Haghenbeck
Francisco Gerardo Haghenbeck Correa o F.G. Haghenbeck (Ciudad de México, 1965-Tehuacán, 4 de abril de 2021) fue un escritor novelista y guionista de cómics mexicano. Entre sus obras destaca Trago amargo, novela que recibió el Premio Nacional de Novela Una Vuelta de Tuerca en 2006, La libreta secreta de Frida Kahlo, La primavera del mal, El diablo me obligó, ganadora del Premio Nocte 2013 al mejor libro extranjero, Deidades Menores Premio Nacional de Novela José Rubén Romero Bellas Artes 2014 y La isla de los lagartos terribles, Premio LIJ Norma 2015 entre otros.

## Biografía
Francisco Gerardo Haghenbeck Correa nació en 1965, en Ciudad de México. Estudió Arquitectura en la Universidad La Salle y trabajó en museos, y posteriormente como creativo y productor. Se ha dedicado a escribir novelas noir, históricas e historietas. Su obra se ha traducido a varios idiomas, entre ellos el chino mandarín.

## Carrera
En conjunto con Humberto Ramos, Brian Augustyn y Oscar Pinto escribió los guiones de Crimson, una serie de cómics de fantasía y horror, primero publicada por Image Comics y después en Wildstorm de DC Comics entre 1999 y 2001. Su siguiente obra fue Alternation, publicada por Image Comics. Además, creó el guion con Oscar Pinto y Brian K. Vaughan para una versión de Superman de DC Comics en 2002. En 2010 escribió la antología de cómic Un mexicano en cada hijo te dio en Editorial Altea, de Grupo Santillana y el cuento para niños Santa vs los vampiros y los hombres lobo con Tony Sandoval para Editorial Norma.
Es escritor de las novelas Trago amargo,El caso tequila y Por un puñado de balas con su personaje principal, el detective beatnik Sunny Pascal. La primera es una novela policial ambientada durante el rodaje de la película La noche de la iguana. Sus otras novelas han sido El código nazi, una historia de espionaje en México durante la Segunda Guerra Mundial; Solamente una vez: toda la pasión y melancolía en la vida de Agustín Lara, una biografía novelada de Agustín Lara, publicada por la Editorial Planeta.; En 2009 escribió la novela Hierba Santa o La libreta perdida de Frida Kahlo, una biografía en código de realismo mágico sobre Frida Kahlo, traducida a 17 idiomas.; el thriller Aliento a muerte, ubicado en la guerra del segundo imperio mexicano en la editorial Salto de Página.;  la novela El Diablo me obligó, donde narra las aventuras de Elvis Infante, un "diablero" o cazador de demonios, en un mundo donde es habitual la caza y tráfico de ángeles y demonios;: La Primavera del Mal, una épica noir sobre el origen del negocio del tráfico de drogas en México y Querubines en el infierno, sobre los mexicanos que pelearon en la Segunda Guerra Mundial.
En 2018 su novela El Diablo me obligó fue adaptada para la serie de Netflix Diablero, y en 2020 publicó a través de Obscura Studio el primer número de Mundo Diablo, cómic-antología de fantasía sobrenatural y folclore mexicano, compuesto por siete historias que expanden la mitología de Elvis Infante, el personaje principal de El Diablo me obligó.
Falleció el 4 de abril de 2021 a los 56 años de edad debido a complicaciones asociadas a la COVID-19.

## Obra

### Novelas

#### Infantil y juvenil
- Caballitos del Diablo. (Ediciones B, 2013)
- La doncella de la sal. (Montena, 2014)
- Apesta a teen spirit. (SM, 2016)
- Deidades menores. (Océano, 2019)

#### Adultos
- Trago amargo. (Planeta, 2006).
- Solamente una vez. muestra la pasión y melancolía de Agustín Lara (Planeta, 2007)
- El código nazi. (Planeta, 2008)
- Aliento a muerte. (Planeta, 2009)
- Hierba Santa / El libro secreto de Frida Kahlo. (Planeta, 2009)
  - publicado en México bajo el seudónimo de Alexandra Scheiman
- El caso tequila. (Roca, 2011)
- El diablo me obligó. (Suma de letras, 2011)
- El libro secreto de Frida Kahlo. (Atria, 2012)
- La primavera del mal. (Suma de letras, 2013)
- En el crimen nada es gratis. (Ediciones B, 2014)
- Querubines en el infierno. (Suma de letras, 2015)
- Por un puñado de balas. (Océano, 2016)
- Matemáticas para las hadas. (Grijalbo, 2017)
- Simpatía por el diablo. (Ediciones B, 2019). Continuación de El diablo me obligó.
- Sangre helada. (Océano, 2020)
- Morir matando. (Océano, 2022)

### Novela gráfica y cómic
- Crimson. Con Brian Augustyn y Oscar Pinto, dibujada por Humberto Ramos. (Image Comics, 1999-2001)
- Alternation. (Image Comics, 2004 )
- Un mexicano en cada hijo te dio…. (Altea, 2010)
- ¡Corre, Democracia, Corre. Con Ricardo “Micro” García. (Altea, 2010)
- Santa vs los vampiros y los hombres lobo. Con Tony Sandoval. (Norma, 2010)
- Masiosare presenta... Sensacional de héroes. (Norma, 2010)
- Justicia Divina. (Universidad Iberoamericana, 2013)
- La isla de los lagartos terribles. (Norma, 2016)

### Participaciones
- Los Viajeros: 25 años de ciencia ficción mexicana, con el cuento …Y ovni cayó. (Ediciones SM, 2008)
- México negro y querido, con el cuento El cómico que no sonreía. (Plaza Jánes, 2009)
- Negras intenciones, con el cuento Detrás del negro. (Editorial Jus, 2010)
- Minerales de México. (Mineralia, 2011)
- El abismo: Asomos al terror hecho en México. (Ediciones SM, 2012)

## Premios
Ha recibido premios en concursos literarios de México y el mundo, tanto en cuento como novela. Entre ellos se cuentan:
- Finalista en Julio Verne 2005, premio de cuento de ficción en Guadalajara.
- Premio Nacional de Novela «Una Vuelta de Tuerca» 2006 por Trago Amargo.[19]
- Segundo lugar en el concurso de cómic Viaje Mágico y Misterioso
- La Bisagra en Puerto Vallarta.
- Segundo lugar por su cuento En campaña en el concurso Mano de Obra 2006,  premio de relato breve en Oaxaca.
- Premio Nocte 2013 a mejor novela extranjera por El diablo me obligó.[2]
- Mención en Latino Book Award pro The Secret Book of Frida Kahlo.[20]
- Premio Gourmand Award Francia 2013, por La libreta perdida de Frida Kahlo.[21]
- Premio Nacional de Novela José Rubén Romero INBA 2014 con "Deidades Menores".[22]
- Premio LIJ Norma 2015 con "La Isla de los lagartos terribles".